# Jack O’Connell (piłkarz)
Jack William O'Connell (ur. 29 marca 1994 w Liverpoolu) – angielski piłkarz występujący na pozycji obrońcy w Sheffield United.